# Bouvron (Loira Atlantica)
Bouvron è un comune francese di 2 860 abitanti situato nel dipartimento della Loira Atlantica nella regione dei Paesi della Loira.

## Società

### Evoluzione demografica
Abitanti censiti